# Wełykyj Bujałyk
Wełykyj Bujałyk (ukr. Великий Буялик; w latach 1923-2016 Błahojewe) – wieś na Ukrainie w rejonie berezowskim obwodu odeskiego. Miejscowość liczy 1694 mieszkańców.